# Laura Zapata
Laura Guadalupe Zapata Miranda (Mexikóváros, Mexikó, 1956. július 31.) mexikói telenovella-színésznő. 
Guillermo Zapata ökölvívó és Yolanda Miranda Mange gyermeke, a szintén ismert énekesnő, Thalía féltestvére. Érdekesség, hogy Thalía egyik unokatestvérével (Ernesto Sodi Pallares egyik unokaöccsével) kötött házasságot, ezért Mexikóban Laura Zapata (de) Sodinak is hívják. A nemzetközi köztudatba telenovella-szerepeivel került be, amelyekben főként a gonoszt alakította.

## Élete és pályafutása
1956. július 31-én született Mexikóvárosban Guillermo Zapata és Yolanda Miranda Mange gyermekeként. Négy testvére van: Federica, Ernestina, Gabriela és Thalía Sodi. 1985-ben feleségül ment féltestvéreinek egyik unokatestvéréhez, Juan Eduardo Sodihoz. Két fiuk született: Claudio és Patricio. 1992-ben elvált férjétől.
2002 szeptemberében féltestvérével, Ernestina Sodival együtt egy szervezett bűnbanda elrabolta, amikor egy színházi előadásról tartottak autóval hazafelé. Az emberrablók a források szerint ötmillió dollár váltságdíjat követeltek. A színésznő a Sodi család tiltakozása ellenére 2004-ben színpadra vitte az emberrablás történetét, aminek következtében kapcsolata Thalíával és a többi féltestvérével megromlott.
A 2000-es évek elejétől aktívan politizál, 2013-ban képviselőjelölként indult a mexikói képviselőházi választáson a Nemzeti Akció Párt jelöltjeként.

## Filmográfia

### Televízió
- Secretos de villanas (2023) Önmaga
- Top Chef VIP (2023) Önmaga
- Siempre reinas  (2022) Önmaga
- MasterChef Celebrity México (2021) Önmaga
- El Bienamado – „A közkedvelt” (Bruna Mendoza) (2017)
- A Macska (La Gata) (Lorenza Negrete de Martínez) (2014) (Magyar hangja: Andresz Kati)
- Todo incluido (Luz María González) (2013)
- Zacatillo, un lugar en tu corazón – „Zacatillo, egy hely a szíved mélyén” (Doña Miriam Solórnazo de Gálvez) (2010)
- Árva angyal (Cuidado con el ángel) (Onelia Montenegro Vda. de Mayer) (2008–2009) (Magyar hangja: Andresz Kati)
- Hazugságok hálójában (Soñar no cuesta nada) (Roberta Pérez de Lizalde) (2005) (Magyar hangja: Andresz Kati)
- A betolakodó (La Intrusa) (Maximiliana Limantur de Roldán) (2001) (Magyar hangja: Andresz Kati)
- Mujer bonita – „Szép nő” (Celia) (2001)
- Rosalinda (Verónica del Castillo) (1999) (Magyar hangja: Martin Márta)
- Paula és Paulina (La Usurpadora) (Zoraida Zapata) (1998) (Magyar hangja: Andresz Kati)
- Esmeralda (1997) (Fátima Linares de Peñarreal) (Magyar hangja: Andresz Kati)
- Pobre niña rica – „Szegény gazdag lány” (Teresa) (1995)
- María Mercedes (Malvina del Olmo) (1992) (Magyar hangja: Andresz Kati)
- Rosa salvaje – „Vadrózsa” (Dulcina Linares) (1987–1988)
- Los años felices – „A boldog évek” (Flora) (1984)
- Juventud – „Ifjúság” (Modesta) (1980)
- Mamá campanita (Irene) – (1978)
- Acompáñame (Karla) – (1977)
- La venganza (Violeta) – (1977)
- Mundo de juguete (Ismeretlen szerep) – (1974)

### Filmek
- Alas doradas: Ismeretlen szerep (1976) (Debütáló film)
- El patrullero 777: Señorita en delegación (1978)
- La guerra de los pasteles: Azucena (1979)
- Nuestro juramento: Nancy (1980)
- La cosecha de mujeres: (Ismeretlen szerep) (1981)
- Cuatro piernas (2002)
- Marcelo: Señora Martha (2012)
- La peor de mis bodas 2: Dona Leonor (2019)
- La peor de mis bodas 3: Dona Leonor (2023)